# 原田裕
原田 裕（はらだ ゆたか、1924年 - 2018年10月6日 ）は、日本の編集者、出版社経営者。

## 概要
和歌山県生まれ。早稲田大学政経学部卒業。1946年、戦後一期生として講談社へ入社。『キング』『講談倶楽部』に配属され、山田風太郎らの担当となる。
1948年出版部に移り、1953年から山岡荘八の『徳川家康』を担当しベストセラーとする（1967年にシリーズ完結）。1955年～1956年は叢書『書き下ろし探偵小説全集』（全11巻）を企画。また、当時の新書ブームもあり、1955年に、新書版のエッセイ・文芸書中心の「ミリオン・ブックス」、娯楽書中心の「ロマン・ブックス」を創刊。
1957年にふたたび『キング』に戻り、最後の編集長をつとめた。1958年、新雜誌『日本』の創刊編集長に（『日本』は1966年に終刊）。
1959年、東都書房（講談社の子会社ではなく、講談社内の別名義会社）へ移り、「日本推理小説体系」（1960年 - 1961年、全16巻）や「現代長編推理小説全集」（1961年、全16巻）、「東都ミステリー」（1961年 - 1963年、全53巻）などのミステリ叢書(今日泊亜蘭のSF長編『光の塔』もこのシリーズ内で刊行)や、日本SF第一世代の最初の長編・眉村卓「燃える傾斜」（「東都SF」としてシリーズするはずが、これ１作で終わった）などの刊行に関わった。
また、若手推理作家たちの親睦団体「不在クラブ」、女性推理作家の団体「霧の会」をコーディネートした。江戸川乱歩賞の予選委員も、1980年から2000年までの長きにわたって担当。
1963年に、講談社に戻り教科書出版に従事。のち、美術書等を刊行する講談社の子会社・第一出版センターの社長となる。
定年退職後、自らの出版社、出版芸術社を1988年に起す。2015年に、静山社の持株会社フェニックス・ホールディングスへ譲渡。後に相談役となった。

## 著書
- 戦後の講談社と東都書房 論創社 2014年 ISBN 978-4-8460-1338-7